# Програма Нанна — Лугара

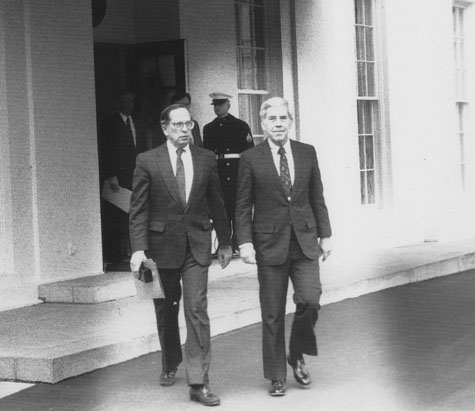
Сенатори Нанн і Лугар після наради у президента Дж. Буша старшого. Білий дім, 1991

Програ́ма спі́льного зме́ншення загро́зи (англ. Cooperative Threat Reduction Program), або програ́ма На́нна-Лу́гара — ініціатива, що реалізується за участю DTRA (Агенція зменшення загрози Міністерства оборони США) з 12 грудня 1991 року щодо України та країн СНД.

## Задекларовані цілі
- знищення ядерної, хімічної та інших видів зброї масового ураження;
- транспортування, зберігання, виведення з експлуатації та забезпечення експлуатації зброї у зв'язку з його знищенням;
- встановлення контрольованих заходів безпеки, що перешкоджають розповсюдженню зброї;

запобігання небажаного використання досвіду і знань у сфері створення озброєнь;
- забезпечення процесу демілітаризації оборонних галузей промисловості і конверсії військових можливостей і технологій;
- розширення контактів між США і країнами СНД з військових питань.

## Історія програми
У листопаді 1991 року Конгрес США за ініціативою двох сенаторів — демократа Сема Нанна і республіканця Ричарда Лугара — схвалив «Програму спільного зменшення загрози». Офіційно ця ініціатива мала іншу назву: «Акт 1991 року про скорочення радянської ядерної загрози», що відображало ідеологічну складову цього процесу.
У рамках програми Нанна-Лугара США почали надавати кошти та експертну підтримку країнам колишнього Радянського Союзу в утилізації знятої з озброєння ядерної, хімічної та бактеріологічної зброї. Причина цього була проста — у Вашингтоні остерігалися, що радянська зброя масового ураження, засоби її доставки і технології потраплять до рук терористів або недружніх США країн.
У 1992 році Конгрес США дозволив використовувати на цілі програми Нанна-Лугара 400 млн. доларів. Пізніше аналогічні суми стали виділятися щорічно.
Всього протягом 1992–2012 років США витратили на виконання «Програми спільного зменшення загрози» 8,8 млрд доларів. Це дозволило утилізувати (вивести з експлуатації):
- 7610 ядерних боєзарядів,
- 902 міжконтинентальні балістичні ракети,
- 684 балістичні ракети підводних човнів,
- 33 атомні підводні човни (АПЧ),
- демонтувати 498 шахтних пускових установок,
- ліквідувати:
  - 191 мобільну пускову установку (ПУ) наземного базування,
  - 492 ПУ морського базування,
  - 155 стратегічних (дальніх) бомбардувальників,
  - 906 ракет класу «повітря-земля», призначених для використання ядерних боєзарядів,
  - 3,2 тис. тонн радянської і албанської хімічної зброї.

Кошти, виділені США у рамках цієї програми, використовувалися 590 разів для забезпечення безпеки транспортування ядерної зброї. З їх допомогою були модернізовані системи охорони на 24 сховищах ядерної зброї, а також збудовані та оснащені 39 станцій щодо виявлення факту застосування біологічної (бактеріологічної) зброї.
Програма багато в чому сприяла тому, що Україна, Казахстан і Білорусь стали без'ядерними державами.
До 1997 року першочергові завдання програми Нанна-Лугара були виконані: з території пострадянського простору всю ядерну зброю вивезли до Росії, із Казахстану і Білорусі вивезені до РФ її носії, в основному вирішена ця проблема і для України, якісно підвищено безпеку і захищеність російської ядерної зброї. Надалі основну увагу американці стали приділяти проблемам поліпшення систем охорони на ядерних об'єктах, консолідації, обліку та підвищенню безпеки запасів ядерної зброї та матеріалів збройової якості, що розщеплюються.
У березні 2002 року США припинили фінансування «Програми спільного зменшення загрози», оскільки запідозрили, що Росія приховує відомості про свою хімічну і біологічну зброю. У відповідь Москва анулювала запрошення співробітникам програми відвідати вісім найбільш охоронюваних ядерних об'єктів. Ситуація вирішилася лише у січні 2003 року, коли за рішенням президента Джорджа Буша Російській Федерації було виділено 450 млн дол. без будь-яких умов. На ці кошти російські фахівці добудували завод по знищенню хімічної зброї в місті Щуч'є Курганської області.
У 2003 році Конгрес схвалив поправку до програми Нанна-Лугара, що дозволяла США фінансувати аналогічні програми поза межами колишнього СРСР. У результаті з 2004 року кошти програми спрямували до Албанії для утилізації запасів хімічної зброї.

## Програма в Україні
25 жовтня 1993 року було підписано угоду між Україною і Сполученими Штатами щодо надання допомоги Україні у ліквідації стратегічних наступальних озброєнь. З метою її реалізації протягом 1993—1996 років між двома країнами було укладено низку угод, що визначають основні напрямки співробітництва України та США у ліквідації СНО, розташованих на території України, а також надання відповідної фінансової та матеріально-технічної підтримки для здійснення цього процесу.
На початок 1994 року в Україні було розміщено близько 1300 боєголовок для міжконтинентальних балістичних ракет (МБР), понад 600 — для крилатих ракет повітряного базування, 176 пускових установок МБР. Окрім ракет, носіями служили близько півсотні стратегічних бомбардувальників Ту-95 і Ту-160.
У рамках програми Нанна-Лугара Україна повинна була отримати від США на потреби ядерного роззброєння близько 350 мільйонів доларів.
1 червня 1996 року Президент України Леонід Кучма заявив про повне завершення процесу вивезення з території України стратегічних ядерних боєприпасів у Росію «з метою їх подальшої ліквідації під контролем спостерігачів України». Таким чином на територію Росії виведені всі 1269 ядерних боєзарядів дислокованої в Україні 43-ї ракетної армії.
У червні 1996 року, під час відвідання міністрами оборони трьох країн місця колишнього розташування ракетної шахти № 110 поблизу міста Первомайська, між Україною та США було підписано додаткову угоду про виділення додаткових 43 мільйонів доларів для реалізації угоди про знищення шахтно-пускових установок (ШПУ), рекультивацію земель, демонтаж ракет і знищення ядерної інфраструктури. Ліквідація однієї української ШПУ, зокрема, ШПУ № 110 у Первомайську коштувала 260 тисяч доларів.
Цей процес знайшов своє продовження 23 жовтня того ж року. Цього дня поблизу Хмельницького відбулося знищення ШПУ для міжконтинентальних ракет СС-19. Об'єкт знищення відвідали автори програми — сенатори Сем Нанн та Річард Лугар. Крім того, вони стали свідками вилучення капсули командного пункту, що контролював 10 ракет з 60 боєголовками.
17 червня 2013 року термін дії міжнародної програми технічної підтримки «Запобігання поширенню зброї масового знищення» для України скінчився.

## Поточний стан програми
У 2012 році МЗС Росії заявило, що пропозиції США про продовження програми більше не відповідають уявленням Москви про те, як має бути побудована співпраця в цій сфері. США висловили готовність обговорювати це питання. А 14 червня 2013 року російський президент В. Путін домовився з президентом США Б. Обамою про укладення нової угоди.
У 2014 році після військового вторгнення Росії до Криму та загрози вторгнення на материкову Україну, представник Національної адміністрації США з ядерної безпеки Енн Харрінгтон повідомила, що США планують згорнути співпрацю з РФ за оновленою програмою Нанна-Лугара, пов'язаною з ядерною безпекою. За її словами, американська сторона зупинила всі роботи з фізичного захисту ядерних підприємств у РФ. Зазначається, що наразі на об'єктах встановлено від 40% до 70% необхідного обладнання, але завершення робіт буде відкладено, а всі проекти будуть заморожені. Гроші на них вже виключені з проекту бюджету Міненерго США на 2015 рік, а витрати на програму з Міжнародного співробітництва та захисту ядерних матеріалів знижені на 27%.